# Jîvanivka, Kompaniivka
Jîvanivka (în ucraineană Живанівка) este un sat în așezarea urbană Kompaniivka din regiunea Kirovohrad, Ucraina.

## Demografie
Componența lingvistică a localității Jîvanivka
     Ucraineană (93,87%)
     Rusă (1,67%)
     Română (1,3%)
Conform recensământului din 2001, majoritatea populației localității Jîvanivka era vorbitoare de ucraineană (93,87%), existând în minoritate și vorbitori de rusă (1,67%) și română (1,3%).